# Eureka (Illinois)
Eureka település az Amerikai Egyesült Államok Illinois államában, Woodford megyében, melynek megyeszékhelye is. Lakosainak száma 5227 fő (2020. április 1.).

## Népesség
A település népességének változása:
| Lakosok száma | 4871 | 5295 | 5227 |
|               | 2000 | 2010 | 2020 |